# Death or Glory
Death or Glory erschien 1989 und ist das fünfte Studioalbum der deutschen Heavy-Metal-Band Running Wild. Mit dem erstmaligen Charteinstieg in Deutschland begründete dieses Album den kommerziellen Erfolg der Band.

## Entstehung
Vor dem Album verließ Schlagzeuger Stefan Schwarzmann die Band und wurde vom Briten Iain Finlay ersetzt.
Das Album wurde im Studio M in Machtsum unter der Leitung von Toningenieur Jan Nemec aufgenommen und am 8. November 1989 von Noise Records veröffentlicht. Es erschienen Ausgaben auf CD, LP und Picture-LP. Es erschienen zwei CD-Neuauflagen in den Jahren 1995 und 1999, wobei jene von 1995 die B-Seiten der 1992 veröffentlichten „Lead or Gold“-Single enthielt. Die Neuauflage von 1999 enthielt als Bonusmaterial die Lieder der „Wild Animal“-EP.
Das Plattencover wurde von Sebastian Krüger gemalt und zeigt im Stil von Tarotkarten Illustrationen von „Tod“ und „Ruhm“. Dabei wird der Reichtum durch einen reichen Mann mit Perücke symbolisiert, der sich über eine Schatztruhe beugt und dem Betrachter eine Perlenkette entgegenhält. Der Tod wird durch einen in der Dunkelheit stehenden Mann stilisiert, der seine Arme verzweifelt einer Lichtquelle über seinem Kopf entgegenstreckt.
Wenige Wochen nach dem Album wurde das Lied „Bad to the Bone“ mit den B-Seiten „March On“ und „The Battle of Waterloo“ für eine Single ausgekoppelt. 1990 erschien zudem die bereits erwähnte EP „Wild Animal“, die drei neue Lieder sowie eine Neuaufnahme des Liedes „Chains and Leather“ vom zweiten Album „Branded and Exiled“ enthielt.
Das Album wurde von Januar bis Juli 1990 ausgiebig betourt, wobei auch Auftritte in Griechenland, Spanien und Frankreich gespielt wurden. Da Iain Finlay bereits vorher wieder die Band verlassen hatte, spielte Jörg Michael auf allen Konzerten mit. Begleiter bei allen Auftritten waren die Bands Rage, S.D.I. und Random. Später trat die Band noch auf dem damaligen Rock Hard Festival, dem Open-Air Festival in Neunkirchen (mit Alice Cooper und Extrabreit) sowie dem finnischen Giants of Rock mit Uriah Heep, Pretty Maids und Sodom auf. Bei einem Konzert im Düsseldorfer Tor 3 wurde das VHS-Tape "Death or Glory Live" gefilmt.

## Titelliste
1. Riding the Storm – 6:30
2. Renegade – 4:29
3. Evilution – 4:43
4. Running Blood – 4:30
5. Highland Glory (The Eternal Fight) – 4:52
6. Marooned – 0:13
7. Bad to the Bone – 4:46
8. Tortuga Bay – 3:17
9. Death or Glory – 4:00
10. The Battle of Waterloo – 7:46
11. March On – 4:12

Bonustracks der Neuauflage:
1. Wild Animal – 4:11
2. Tear down the Walls – 4:15
3. Störtebeker – 4:06
4. Chains & Leather – 5:44

Im Gegensatz zu vielen anderen Alben der Band war diesmal Rolf Kasparek nicht für den Großteil des Songmaterials verantwortlich, von ihm alleine stammen lediglich Riding the Storm, Running Blood und The Battle of Waterloo. Allerdings komponierte Kasparek die Musik zu vielen Liedern, während die Texte in Zusammenarbeit mit Iain Finlay geschrieben wurden. Dies trifft auf Renegade, Marooned, Bad to the Bone und Tortuga Bay zu. Von Michael Kupper komponiert wurden Death or Glory und March On, wobei bei ersterem wieder Finlay beim Text assistierte. Evilution wurde von Kasparek und Jens Becker komponiert, der Text stammt alleine von Finlay. Das Instrumentalstück Highland Glory (The Eternal Fight) wurde von Finlay und Becker komponiert.

## Bedeutungen einiger Lieder
- Viele Lieder haben wieder eine Piratenthematik, im Einzelnen sind dies „Riding the Storm“, „Marooned“ und „Tortuga Bay“. „Störtebeker“, ein Lied der „Wild Animal“-EP, hat mit Klaus Störtebeker auch wieder ein historisches Vorbild.
- „Running Blood“ prangert Verbrechen im Namen einer Religion an.
- „Bad to the Bone“ ist der Erinnerung an den Zweiten Weltkrieg gewidmet und stellt die Frage, warum nach derartigen Erfahrungen auch weiterhin Kriege geführt würden. Der Song steht im Zusammenhang mit den Wahlerfolgen der rechtskonservativen Partei Die Republikaner, die 1989 u. a. ins Berliner Abgeordnetenhaus einzogen. Rolfs Ansage vor dem Song während der 1989er Tour: „Es gibt da in Deutschland eine neue Partei...“ „Bad to the Bone“ ist also ein zeitgenössisches politisches Statement
- „Death or Glory“ handelt von der traditionellen englischen Fuchsjagd.
- „The Battle of Waterloo“ beschreibt die historische Schlacht von Waterloo.

## Rezension
Im Anschluss an das als Achtungserfolg gewertete „Port Royal“ wurde „Death or Glory“ als weitere Steigerung empfunden. Thomas Kupfer vom Magazin Rock Hard fasste dies wie folgt in Worte:

„„Port Royal“ war ja schon ein gutes Album, aber mit „Death or Glory“ haben Running Wild sich ein weiteres Mal gesteigert. [...] Das Quartett ist also nicht, wie von einigen Seiten befürchtet, in seiner Entwicklung stehengeblieben, sondern hat nochmals einen Riesenschritt nach vorne gemacht [...].“

Im Nachhinein wird „Death or Glory“ als Beginn einer Abfolge von hervorragenden Alben gewertet. Dies bringt Herbert Chwalek vom Webzine Powermetal.de in seiner Rezension zur Sprache:

„Mit „Death or Glory“ begann die wohl stärkste Phase in der Karriere von Running Wild. Das Quartett um Rock 'n' Rolf konnte sich im Gegensatz zum Vorgänger nochmals steigern und lieferte auf „Death or Glory“ die bislang beste Leistung der Bandgeschichte ab. Insgesamt gesehen [...] eine Verbesserung zum Vorgänger, härter, schlüssiger, in sich einfach stimmiger. Ein erster Vorbote späterer Glanztaten mit einigen verdammt guten Songs [...].“

Im Herbst 2001 wurde „Death or Glory“ als einziges Werk der Band in die Zusammenstellung „Top 300 - Die besten Scheiben aller Zeiten“ des Rock Hard (Ausgaben 174–176) aufgenommen und erreichte Platz 282.
Kommerziell bemerkenswert ist die erste Chartsnotierung der Band, da „Death or Glory“ in Deutschland Platz 45 erreichte.
Langfristig erfolgreiche Lieder, die die Band immer wieder live spielte, waren vor allem „Bad to the Bone“ und „Riding the Storm“ (vgl. das Livealbum „Live“ aus dem Jahr 2002). Beide Lieder waren auch auf der 2003 veröffentlichten Best-of-Compilation „20 Years in History“ enthalten.
Das Lied „Bad to the Bone“ wurde außerdem Inhalt einer Mischung aus Hommage und Parodie durch die Band JBO. Auf ihrem 1998 veröffentlichten Album „Meister der Musik“ wurden in dem dreiteiligen Titelstück im Stil einer Teleshopping-Sendung absurde Coverversionen („Richard Clayderman spielt Metallica“, „Yngwie Malmsteen spielt Tic Tac Toe“ etc.) angekündigt oder in Ausschnitten vorgestellt. Am Ende stand der Gag „Running Wild spielen Running Wild“, woraufhin „Bad to the Bone“ angespielt wurde. Als besonderen Gast hatten sich JBO für diesen Gag den damaligen Running-Wild-Drummer Iain Finlay ins Studio geholt, der mit JBO-Gitarrist Hannes Holzmann einige Jahre bei Justice gespielt hatte. Dieser gesamte Gag kann als Anspielung auf die musikalische Konservativität von Running Wild ausgelegt werden.